# Platypolyzoon
Platypolyzoon is een monotypisch mosdiertjesgeslacht uit de familie van de Nolellidae en de orde Ctenostomatida. De wetenschappelijke naam ervan is in 1912 voor het eerst geldig gepubliceerd door Annandale.

## Soort
- Platypolyzoon investigatoris Annandale, 1912